# Sugarmill Woods
Sugarmill Woods est une localité de Floride située dans le comté de Citrus.